# 이기준
이기준(李基俊, 1938년 7월 28일 ~)은 대한민국의 교육인이다. 제22대 서울대학교 총장, 제47대 교육인적자원부 장관 겸 부총리를 지냈다. 본관은 고성(固城)이다.

## 생애
서울대학교 사범대학 부설고등학교와 서울대학교 공과대학 화학공학과를 졸업했다. 1964년 동 대학원에서 석사학위를 취득, 1971년 미국 워싱턴 대학교에서 박사학위를 받았다. 
이후 서울대학교 공과대학의 교수로 부임했으며 1998년 11월 11일부터 제22대 서울대학교 총장직에 올랐다. 총장 재임 중 사외이사 겸임 논란으로 인해 2002년 5월, 서울대학교 총장직에서 퇴임했다.
2005년 1월 5일, 노무현 정부의 교육부총리 겸 교육인적자원부 장관으로 부임했다. 하지만 부임 이후 벌어진 논란으로 인하여 부임 후 3일만에 사퇴를 선언했다.

## 학력
- 서울대학교 사범대학 부설고등학고 졸업
- 서울대학교 공과대학 화학공학과 학사
- 서울대학교 대학원 공학 석사
- 워싱턴 대학교 대학원 공학 박사
- 홋카이도대학 명예 철학 박사